# Love Me like You Do
«Love Me Like You Do» — пісня англійської співачки і композитора Еллі Голдінг, що як 2-й сингл з саундтреку до американського фільму П'ятдесят відтінків сірого (2015). Авторами пісні виступили Макс Мартін, Саван Котеха, Ілія Салманзаде, Ali Payami та Туве Лу. Сингл досяг першого місця в хіт-парадах Великої Британії, Ірландії, Швеції та Шотландії і потрапив в десятку кращих в Австралії (Australian Singles Chart), Бельгії, Данії, Новій Зеландії (New Zealand Singles Chart), Норвегії, Фінляндії,.

## Історія
«Love Me Like You Do» отримала позитивні відгуки музичної критики та інтернет-видань. Саманта Гроссман (Samantha Grossman) з журналу Time назвала пісню «пристрасною» і великим вкладом у саундтрек фільму Fifty Shades. Райан Рід (Ryan Reed) з журналу Rolling Stone висловив думку, що «результати [пісні] грандіозні, враховуючи чуттєву основу фільму».
У Великій Британії «Love Me Like You Do» дебютував на № 1 з тиражем в перший тиждень понад 172,000 копій. Він став її другим чарттоппером в Англії і першим бестселлером 2015 року (на ту дату).
Музичне відео для пісні «Love Me Like You Do» поставив режисер Джорджія Хадсон (Georgia Hudson), а його прем'єра відбулась 22 січня 2015 року.

## Чарти
| Чарт (2015)                               | Найвища сходинка |
| ----------------------------------------- | ---------------- |
| Австралія (ARIA)                          | 1                |
| Бельгія (Ultratop Flanders)               | 4                |
| Бельгія (Ultratop Wallonia)               | 9                |
| Канада (Canadian Hot 100)                 | 15               |
| Хорватія (ARC 100)                        | 39               |
| Чехія (IFPI)                              | 15               |
| Данія (Tracklisten)                       | 2                |
| Фінляндія (Suomen virallinen lista)       | 2                |
| Франція (SNEP)                            | 14               |
| Ірландія (IRMA)                           | 1                |
| Нідерланди (Dutch Top 40)                 | 7                |
| Нідерланди (Mega Single Top 100)          | 7                |
| Нова Зеландія (RIANZ)                     | 3                |
| Норвегія (VG-lista)                       | 1                |
| Шотландія (Official Charts Company)       | 1                |
| Швеція (Sverigetopplistan)                | 1                |
| Велика Британія (Official Charts Company) | 1                |
| США (Billboard Hot 100)                   | 6                |
| США (Adult Top 40) (Billboard)            | 18               |
| США (Mainstream Top 40) (Billboard)       | 16               |